# Susan Sheridan
Susan Sheridan (ur. 24 lutego 1947, zm. 8 sierpnia 2015) – brytyjska aktorka głosowa. Podkładała głos do seriali animowanych, gier video oraz audiobooków.
Główne role głosowe w takich serialach animowanych jak Rodzinka Ness, Jimbo, mały samolot, Muzzy in Gondoland oraz Noddy. Znana jest również z dubbingowania głosu Muminka w wersji angielskiej do japońskiego serialu anime Muminki.

## Życiorys
Urodziła się w Newcastle i kształciła się w Szkole Muzyki i Teatru w Guildhall (ang. Guildhall School of Music and Drama). Wyszła za mąż za muzyka Maxa Brittaina, z którym miała trzy córki. Zmarła 8 sierpnia 2015 roku, z powodu raka piersi, w wieku 68 lat.

## Wybrana filmografia
- 1984: Rodzinka Ness – 
  - Angus,
  - Elspeth
- 1985: Taran i magiczny kocioł – księżniczka Eilonwy
- 1986-1987: Jimbo, mały samolot – 
  - Jimbo,
  - różne role
- 1986: Muzzy in Gondoland – 
  - księżniczka Sylvia,
  - kot,
  - różne role
- 1989: Muzzy Comes Back – 
  - księżniczka Sylvia,
  - Amanda

- 1992: Noddy – 
  - Noddy,
  - misia Tessie,
  - goblin Chytrus,
  - pani Tubby,
  - Różowa Kotka,
  - małpka Marta,
  - lala Dina,
  - Nakręcana Myszka,
  - Sally,
  - pani Noe,
  - pani Straw

- 1992: The Little Polar Bear – 
  - Lars,
  - Lena,
  - Peeps,
  - Mummy Polar Bear,
- 1993: Albert, piąty muszkieter – Milady
- 1997: Szaleni wikingowie
- 2001: Latarniki – Promyczek